# Copenhagen: Elements of Life World Tour
| Đánh giá chuyên môn | Đánh giá chuyên môn |
| Nguồn đánh giá      | Nguồn đánh giá      |
| Nguồn               | Đánh giá            |
| ------------------- | ------------------- |
| Amazon              | [ 1 ]               |

Copenhagen: Elements of Life World Tour là một DVD của Tiësto Elements of Life World Tour Ngày 10 Tháng 11 năm 2007 thực hiện tại Parken Stadium trong Copenhagen, Đan Mạch. DVD được phát hành ngày 7 tháng 3 năm 2008.
Nó được phát hành trên đĩa DVD và Blu-ray. Cả hai phiên bản đĩa đôi trải qua bốn giờ của buổi hòa nhạc Tiesto tại Đan Mạch; các cảnh quay bổ sung như một tính năng Trên đường, video, nhạc và quảng cáo truyền hình. 
Các phiên bản Blu-ray là Vùng B mã hóa, có nghĩa là nó chỉ hoạt động ở châu Âu, Trung Đông, châu Phi, Úc, New Zealand. Người tiêu dùng ở các nước khác, bao gồm Bắc Mỹ sẽ không thể để xem các đĩa Blu-ray. 

## Trong Khoảng
Các gói 2 đĩa bao gồm hơn bốn giờ Tiësto Elements Of Life buổi biểu diễn tại sân vận động Parken ở Copenhagen, cùng với các cảnh quay của các sự kiện DVD còn có một tính năng bổ sung cũng như Blu-ray độ nét cao phát hành hình ảnh có sẵn trong âm thanh DTS.
từ khi Tiësto Elements of Life World Tour buổi hòa nhạc được hỗ trợ bởi một số lượng lớn các thiết bị điện tử hiện đại, địa điểm tổ chức ghi DVD phải đủ lớn để xử lý quy mô đầy đủ của chương trình, điều này bao gồm sét và một màn hình to lớn nơi các yếu tố này được hiển thị. Các sân vận động Parken ở Copenhagen, Đan Mạch là một địa điểm tuyệt vời để chụp các cảnh quay cho DVD. Với hơn 25.000 người có mặt, không khí bị bắt trên video dẫn đến một ấn tượng tuyệt vời về những gì Elements of Life World Tour là về và cùng với các bộ phim, DVD cũng có 2 của MP3 của nhạc nền. Cả hai DVD và CD được trang bị một lựa chọn rộng của cổ điển Tiësto theo dõi như thế; Love Comes Again, Flight 643, Lethal Industry, Dance4Life, In The Dark và các tính năng đặc biệt khác bao gồm một "On The Road" cảnh, Thương mại truyền hình và Music Videos.

## Danh Sách video
| Đĩa 1: Tiësto Elements of Life | Đĩa 1: Tiësto Elements of Life                                    | Đĩa 1: Tiësto Elements of Life |
| STT                            | Nhan đề                                                           | Thời lượng                     |
| ------------------------------ | ----------------------------------------------------------------- | ------------------------------ |
| 1.                             | "Tiësto - Ten Seconds Before Sunrise"                             | 8:51                           |
| 2.                             | "Deadmau5 - Not Exactly"                                          | 5:26                           |
| 3.                             | "Tiësto featuring JES - Everything (Cosmic Gate Remix)"           | 5:50                           |
| 4.                             | "Allure featuring Julie Thompson - Somewhere Inside"              | 6:42                           |
| 5.                             | "Tiësto - Carpe Noctum (War Drum Mix)"                            | 7:36                           |
| 6.                             | "Unity Street - Say Ho!"                                          | 4:50                           |
| 7.                             | "James Doman vs. Red Carpet - Alright"                            | 6:47                           |
| 8.                             | "Imogen Heap - Hide and Seek (Tiësto In Search of Sunrise Remix)" | 6:42                           |
| 9.                             | "Soliquid - Music Is For Rich People (Mat Zo Remix)"              | 6:19                           |
| 10.                            | "Tiësto - Bright Morningstar"                                     | 4:56                           |
| 11.                            | "Miko - Muzaik (Marcus Schossow Remix)"                           | 6:51                           |
| 12.                            | "Pascal Feliz - From Inside The Speaker (Part 1)"                 | 3:57                           |
| 13.                            | "Starkillers - Killer"                                            | 5:28                           |
| 14.                            | "Randy Boyer & Eric Tadla - Stemcell"                             | 5:12                           |
| 15.                            | "Tiësto - Elements Of Life"                                       | 8:18                           |
| 16.                            | "Breakfast - The Horizon"                                         | 6:10                           |
| 17.                            | "Oliver Smith - Nimbus"                                           | 4:39                           |
| 18.                            | "Carl B. - Life Can Wait"                                         | 5:42                           |
| 19.                            | "Steve Forte Rio - A New Dawn (Extended Version)"                 | 5:31                           |
| 20.                            | "Jedidja - Dancing Water"                                         | 5:21                           |
| 21.                            | "D'Alt Vila - Breathing"                                          | 3:54                           |
| 22.                            | "The Hidden Camera (Interview)"                                   |                                |

| Đĩa 2: The Sound of Tiësto | Đĩa 2: The Sound of Tiësto                                                         | Đĩa 2: The Sound of Tiësto |
| STT                        | Nhan đề                                                                            | Thời lượng                 |
| -------------------------- | ---------------------------------------------------------------------------------- | -------------------------- |
| 1.                         | "Tiësto featuring Maxi Jazz - Dance4life (Freedom Mix)"                            | 8:20                       |
| 2.                         | "Tiësto - Traffic"                                                                 | 4:32                       |
| 3.                         | "Tegan and Sara - Back in Your Head (Tiësto Remix)"                                | 6:33                       |
| 4.                         | "Tiësto featuring Christian Burns - In the Dark"                                   | 4:31                       |
| 5.                         | "Tiësto featuring Charlotte Martin - Sweet Things (Tom Cloud Remix)"               | 6:19                       |
| 6.                         | "Tiësto featuring BT - Love Comes Again"                                           | 6:06                       |
| 7.                         | "Tiësto - Flight 643 (Richard Durand Remix)"                                       | 6:49                       |
| 8.                         | "Tiësto - Lethal Industry"                                                         | 3:30                       |
| 9.                         | "Delerium featuring Sarah McLachlan - Silence (Tiësto In Search of Sunrise Remix)" | 9:50                       |
| 10.                        | "Tiësto - Adagio for Strings"                                                      | 6:21                       |
| 11.                        | "Klaus Badelt - He's a Pirate (Tiësto Remix)"                                      | 5:41                       |
| 12.                        | "Bart Claessen - First Light (Original Dub Mix)"                                   | 6:52                       |
| 13.                        | "Cold Blue & Del Mar - 11 Days (Sebastian Brandt Remix)"                           | 7:08                       |
| 14.                        | "Sean Tyas - Lift (Sean Tyas Rework)"                                              | 6:33                       |
| 15.                        | "First State - Sierra Nevada"                                                      | 6:19                       |
| 16.                        | "Airbase - Medusa"                                                                 | 5:37                       |
| 17.                        | "Simon Patterson - Bulldozer"                                                      | 6:09                       |
| 18.                        | "Gareth Emery - More Than Anything (Stoneface & Terminal Remix)"                   | 6:17                       |
| 19.                        | "Nenes & Pascal Feliz - Platinum"                                                  | 4:03                       |
| 20.                        | "Cass Fox - Touch Me (Mike Koglin vs Jono Grant Remix)"                            | 10:53                      |
| 21.                        | "On The Road"                                                                      |                            |